# 新潟ソフトストラクチャ
株式会社新潟ソフトストラクチャ（にいがたソフトストラクチャ、英語: Niigata Soft Structure Co., Ltd.、略称: NSS）は、新潟県十日町市に本社を置き、情報・通信業を営む日本の企業である。

## 事業内容
- ソフトウェア開発
- ホームページ制作
- コンピュータ機器および周辺機器の販売

## 沿革
- 1997年（平成9年）-5月、会社創立。
- 2001年（平成13年）- 1月、新社屋竣工。
- 2002年（平成14年）- 2月、水沢商工会主催パソコン教室開催。
- 2004年（平成16年）- 2月、水沢地区ADSL供用開始。 
  - 5月、会社ロゴマークの作成。
- 2005年（平成17年）- 2月、 かんたんアルバムを製本会社と共同制作。 
  - 5月、プライバシーマーク認証取得。
- 2006年（平成18年）- 8月、東北電力光高速通信回線導入。 
  - 12月、ベトナム視察。
- 2007年（平成19年） - 1月、社内サーバによるWeb業務開始。 
  - 3月、インドの協力会社との開発を開始。
  - 5月、創立１０周年記念式典を挙行。
  - 9月、インド視察。
    - プライバシーマーク更新認定。
- 2008年（平成20年）- 6月、アクティブボード（電子黒板）の営業活動を始める。
  - Web会議システム（nice to meet you）の営業活動を始める。
- 2009年（平成21年）- 5月、タッチパネルの営業活動を始める。 
  - 6月、防犯・監視カメラの営業活動を始める（新潟県・長野県の販売代理店）
  - 7月、プライバシーマーク更新認定。
  - 8月、新潟県ハッピー・パートナー企業登録。